# Марко Јеремић (кошаркаш)
Марко Јеремић (Нови Сад, 23. новембар 1991) српски је кошаркаш. Игра на позицији бека, а тренутно наступа за Игокеу.

## Каријера
Јеремић је на почетку каријере наступао за новосадску Војводину у Другој лиги Србије, да би за сезону 2014/15. прешао у градског ривала, Војводину Србијагас. Сезону 2015/16. провео је у екипи Младости из Мркоњић Града. У октобру 2016. се прикључио екипи Напретка из Крушевца. Био је најбољи стрелац Напретка током такмичарске 2016/17. у Кошаркашкој лиги Србије. У септембру 2017. потписао је уговор са ФМП-ом. Три сезоне је наступао за екипу ФМП-а да би у јуну 2020. прешао у Морнар из Бара. Две године касније потписао је за Цедевиту Олимпију. У такмичарској 2022/23. са екипом Цедевите Олимпије био је шампион Словеније и освајач националног Купа и Суперкупа. У јулу 2023. потписао је за Игокеу.
За сениорску репрезентацију Србије је дебитовао током квалификација за Европско првенство 2022. године.

## Успеси

### Клупски
- Цедевита Олимпија:
  - Првенство Словеније (1): 2022/23.
  - Куп Словеније (1): 2023.
  - Суперкуп Словеније (1): 2022.

- Игокеа:
  - Првенство Босне и Херцеговине (1): 2023/24.